# Piotr Chmielewski
Piotr Chmielewski, né le 18 septembre 1970 à Lublin, est un coureur cycliste polonais. Champion de Pologne du contre-la-montre en 1992 et 1996, il a ensuite remporté le Bałtyk-Karkonosze Tour, le Giro del Capo, le Mémorial Henryk Łasak et le Tour de Slovaquie durant sa carrière professionnelle. Il a également participé au Tour d'Italie 2003 avec l'équipe CCC Polsat, prenant la 49e place.

## Palmarès
- 1992
  -  Champion de Pologne du contre-la-montre
  - 9e étape de la Course de la Paix (contre-la-montre)
- 1993
  - 2e du championnat de Pologne du contre-la-montre
- 1995
  - 1re, 4e et 8e étapes de la FBD Milk Rás
- 1996
  -  Champion de Pologne du contre-la-montre
  - 5e étape de la Course de la Solidarité olympique (contre-la-montre)
- 1997
  - 3e du championnat de Pologne du contre-la-montre
- 1998
  - Classement général du Bałtyk-Karkonosze Tour
- 2000
  - Mémorial Andrzej Trochanowski
  - 2eb étape de la Course de la Solidarité olympique (contre-la-montre)
  - Majowy Wyścig Klasyczny - Lublin
  - 3e de la Course de la Solidarité olympique
- 2001
  - Tour du Cap :
    - Classement général
    - 2e étape

  - 3e étape du Dookoła Mazowsza
  - Mémorial Henryk Łasak
  - 5e étape du Tour de Pologne
  - 12e (contre-la-montre par équipes) et 14e étapes du Herald Sun Tour
- 2002
  - 3e de la Course de la Paix
  - 3e du Tour du Cap
- 2003
  - 4e étape du Dookoła Mazowsza
  - 3e étape du Małopolski Wyścig Górski
- 2004
  - Classement général du Tour de Slovaquie
  - Pomorski Klasyk
- 2006
  - Mémorial Andrzej Trochanowski
  - 3e du Grand Prix de la ville de Nogent-sur-Oise

## Résultats sur les grands tours

### Tour d'Italie
1 participation
- 2003 : 49e

## Classements mondiaux
| Année         | 2005 |
| ------------- | ---- |
| UCI Asia Tour | 182e |